# Integridad moral
La integridad moral puede definirse como una cualidad de la persona que la faculta para tomar decisiones sobre su comportamiento por sí misma. El concepto es aplicable a todos individuos humanos con capacidad de decidir autónomamente. Esta facultad está relacionada con la autoconcepción del sujeto: sus comportamientos, creencias y forma de actuar.

## Concepto jurídico
El Tribunal Supremo español define la integridad moral como "un atributo de la persona, como ente dotado de dignidad por el solo hecho de serlo, esto es, como sujeto moral, fin en sí mismo, investido de la capacidad para decidir responsablemente sobre el propio comportamiento". 
Asegura, además, que la garantía constitucional de la dignidad, como valor de la calidad indicada, implica la proscripción de cualquier uso instrumental de un sujeto y la imposición al mismo de algún menoscabo que no responda a fin constitucionalmente legítimo y legalmente previsto.
La mayor parte de constituciones democráticas modernas recogen el derecho fundamental a la integridad moral.[cita requerida] En el orden internacional, existen multitud de tratados y convenios que prohíben la tortura, los tratos inhumanos y degradantes. Entre los más importantes, destacan:
- Convención contra la tortura y otros tratos y penas crueles, inhumanos o degradantes, de 10 de diciembre de 1984.
- Convenio Europeo para la prevención de la tortura y de las penas o tratos inhumanos o degradantes, de 26 de noviembre de 1987.

## Protección de la integridad moral en los ordenamientos jurídicos

### España
En el caso de la Constitución Española de 1978, este derecho se recoge en el artículo 15:

Todos tienen derecho a la vida y a la integridad física y moral, sin que, en ningún caso, puedan ser sometidos a tortura ni a penas o tratos inhumanos o degradantes. Queda abolida la pena de muerte, salvo lo que puedan disponer las leyes penales militares para tiempos de guerra.

Esta previsión constitucional, se traduce en la protección de este bien jurídico en el Código Penal de 1995, que se encuentra vigente en la actualidad. 
Así, el Código Penal tipifica las "torturas y otros delitos contra la integridad moral" en los artículos 173, 174, 175 y 176.